# فروع بلعومية للعصب البلعومي اللساني
الفروع البلعومية للعصب البلعومي اللساني هي ثلاثة أو أربعة فروع تتحد مع الفرع البلعومي للعصب المبهم لتشكيل ما يسمى الضفيرة البلعومية للعصب المبهم.
ثو تقوم فروع هذه الضفيرة باختراق الطبقة العضلية للبلعوم لتعذي عضلاته وأغشيته المخاطية.

## روابط خارجية
- درسٌ تشريحي حول cranialnerves مُعدٌ بواسطة ويسلي نورمان (جامعة جورجتاون). (IX)

1. ↑  نموذج تأسيسي في التشريح، QID:Q1406710